# Hubert Patricot
Pour les articles homonymes, voir Patricot.
Hubert Patricot, né en 1959 à Caussade, est un homme d'affaires français. Il a notamment présidé de 2008 à 2016 la division Europe de Coca-Cola Entreprise. Du 14 juin 2017 au 18 septembre 2019, il est président exécutif du Stade français Paris.

## Biographie
Hubert Patricot est diplômé de l'ESSEC. De 1984 à 1986, il est responsable marketing chez Nestlé. Il a ensuite fait toute sa carrière chez Coca-Cola Entreprise France, d'abord au marketing, puis au commercial, dont il gravit tous les échelons jusqu'à atteindre la présidence de la filiale en 2003. Après 5 années réussies à la présidence de CCE France, et une année à la tête de la filiale britannique, il s'est vu confier en 2008 le poste de président-directeur général Europe. Il mènera en 2011 l'entrée à la Bourse de Paris de Coca-Cola Entreprise. Coca-Cola Entreprise produit, commercialise et distribue les boissons de Coca-Cola Company en Europe de l’Ouest.
De mai 2014 à mai 2016, Hubert Patricot est président de l’UNESDA, l'Union des associations européennes de boissons,.
En 2017, il est nommé président exécutif du Stade français Paris par le nouveau propriétaire du club, l'allemand Hans-Peter Wild, propriétaire de la marque Capri-Sun distribuée par Coca-Cola Enterprises. Il démissionne de ce poste le 18 septembre 2019 pour laisser la présidence du club à Hans-Peter Wild.

## Parcours chez Coca-Cola Entreprise
- 1986-1993 : chef de produit, puis responsable commercial chargé des GMS chez Coca-Cola Entreprise.
- 1993-1995 : directeur national du circuit hors-domicile de Coca-Cola Entreprise.
- 1995-1997 : directeur commercial pour la zone Paris-Ile-de-France de Coca-cola Entreprise.
- 1997-2002 : directeur commercial et marketing opérationnel de Coca-cola Entreprise France.
- 2002-2003 : directeur général adjoint de Coca-cola Entreprise France
- 2003-2008 : président-directeur général de Coca-cola Entreprise France.
- 2008 : président-directeur général de Coca-Cola Entreprise Grande-Bretagne.
- 2008-2016 : président-directeur général Europe et membre du comité exécutif de Coca-Cola Entreprise.